# Бриофилиновые
Бриофилиновые (лат. Bryophilinae) — подсемейство чешуекрылых семейства совок.

## Описание
Большей частью это мотыльки мелких размеров, реже средних размеров. Рисунок образован тонкими перевязями и пятнами на серо-коричневом, зеленовато-коричневым или охристом фоне, часто напоминают рисунок лишайника и однообразен в пределах родов; внутренне поле в роде Cryphis зелёное. В гениталиях самца вальвы вёсловидные или треугольные с невыраженным кукуллусом (в этом случае гарпа имеется); костальные выросты отсутствуют. Андрокониальный аппарат самца не выражен.

## Систематика
Роды подсемейства:
- Bryonycta - Cryphia - Stenoloba - Victrix